# I Got a Girl
I Got a Girl è un singolo del cantante tedesco Lou Bega, pubblicato il 30 agosto 1999 come secondo estratto dall'album A Little Bit of Mambo.

## Tracce
CD Maxi
1. I Got A Girl (Radio) – 3:04
2. I Got A Girl (Original Radio) – 3:21
3. I Got A Girl (Extended Mix) – 5:02
4. I Got A Girl (Club Mix) – 5:31
5. I Got A Girl (Instrumental) – 3:04

## Classifiche

### Classifiche settimanali
| Classifica (1999-00) | Posizione massima |
| -------------------- | ----------------- |
| Australia            | 31                |
| Austria              | 19                |
| Belgio (Fiandre)     | 9                 |
| Belgio (Vallonia)    | 13                |
| Finlandia            | 2                 |
| Francia              | 5                 |
| Germania             | 19                |
| Irlanda              | 23                |
| Nuova Zelanda        | 48                |
| Paesi Bassi          | 31                |
| Regno Unito          | 55                |
| Spagna               | 6                 |
| Svezia               | 12                |
| Svizzera             | 20                |

### Classifiche di fine anno
| Classifica (1999) | Posizione |
| ----------------- | --------- |
| Svezia            | 74        |
| Classifica (2000) | Posizione |
| Francia           | 56        |